# Joanna van Elsloo
Joanna van Elsloo is de eerst gekende vrouwe van Hoogstraten. 

## Biografie
Ze was getrouwd met Wenemar van Gemmenich (overleden 1283). Ze kreeg twee dochters: Sophia en Ida. Gemmenich is de verdietste naam van het Duitse Gymnich. 
Vermeldingen van Wenemar tijdens de middeleeuwen zijn vooral te vinden rond Aken. Zijn zus Heilswindis was abdis in het klooster van Burtscheid ten zuiden van Aken, waar verschillende leden van de familie Gymnich begraven zijn. In 1276 wordt hij vermeld wanneer hij het kasteel van Kerpen (Noordrijn-Westfalen) van zijn zus overkoopt. 
Een kroniek vertelt hoe Wenemar voor Kerstmis van 1283 het kasteel van Rode belegerde. Hij werd getroffen door een pijl en stierf enige tijd later. Zijn dood was een zware slag en het beleg werd opgeheven. 
Hierna wordt Joanna enkel vermeld als vrouwe van Hoogstraten en Wortel. Haar dochter Sophie erfde Hoogstraten van haar. Zij trouwde met Willem van Cuijk waarmee de dynastie Cuijk in Hoogstraten gevestigd wordt. Ida trouwde met Cosyn van Berchem. Van haar is een tekst overgebleven van een verloren gegaan grafsteen: 
Hic jacet nobilis matrona Ida, filia Domini Wenemari de Gimnich, quondam uxor Costeni de Berchem, quae Obbit ipso Sti. Ambrosii Anno MCCCXXX.
In twee oorkondes van 1301 wordt Sophia van Gemmenich betiteld als vrouwe van Hoogstraten en Wortel. Ze handelen over een conflict uit 1286 waarbij het patronaatsrecht van de Sint-Katharinakerk van Hoogstraten wordt overgedragen aan het kapittel van Antwerpen. 

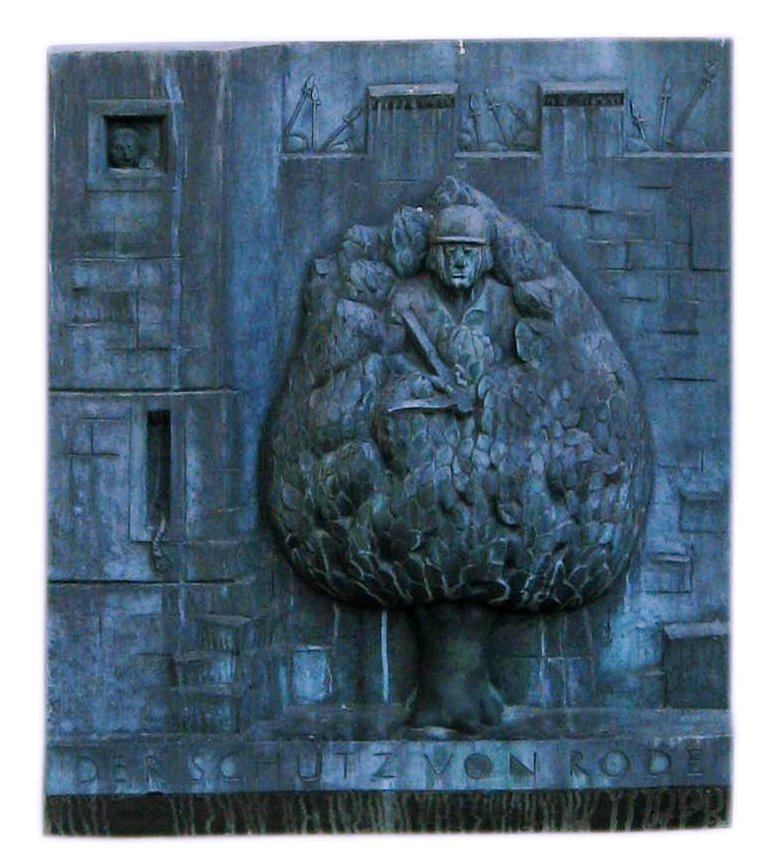
De schutter van Rode